# Precision Approach Path Indicator

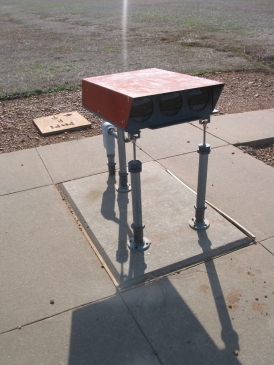
Exemplo de uma das luzes do PAPI

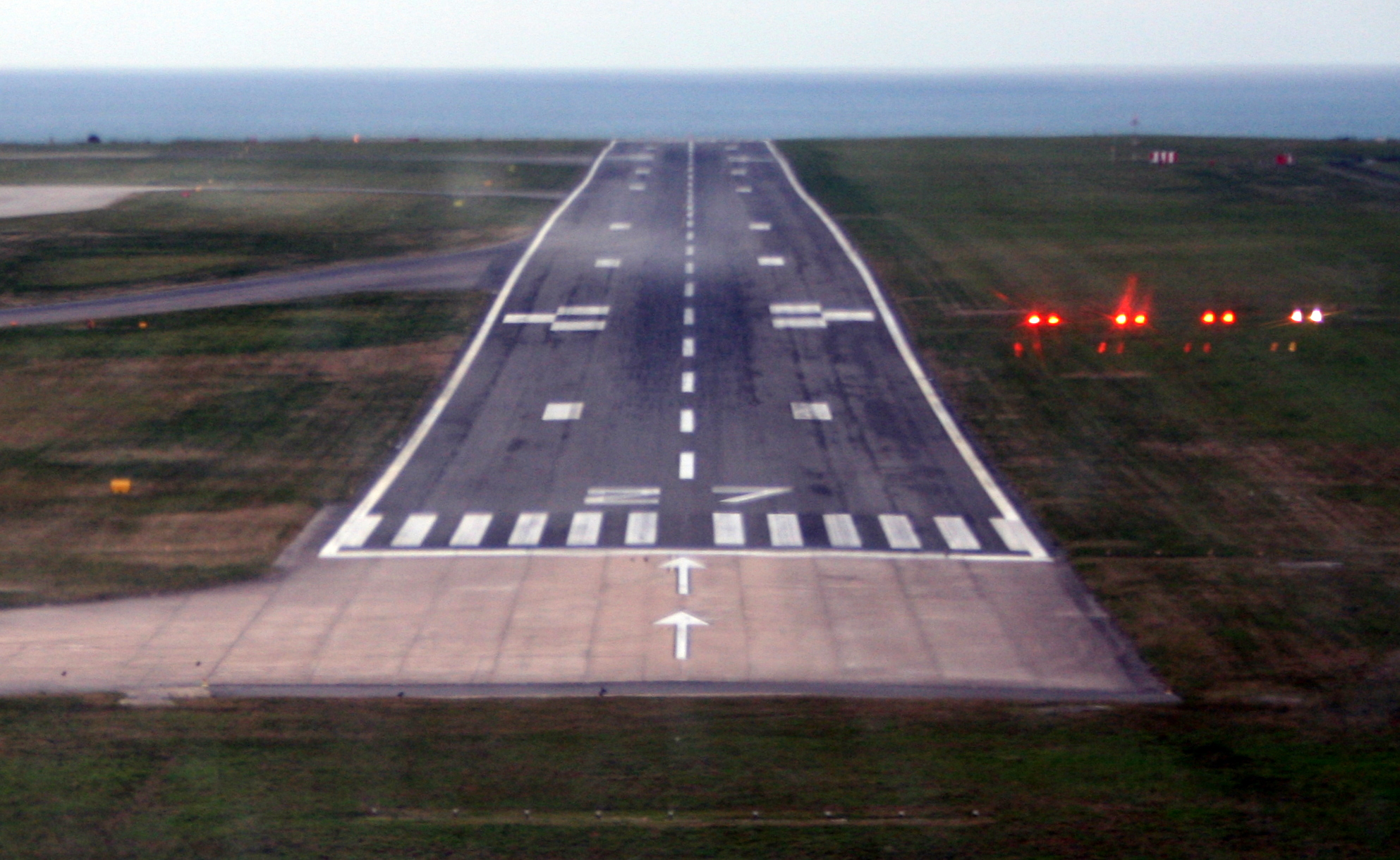
Sistema PAPI visto de um avião.

PAPI (Precision Approach Path Indicator, em português Indicador de Percurso de Aproximação de Precisão), é um sistema de ajudas visuais à navegação aérea. Constituído por aparelhos de iluminação com focos calibrados, instalados geralmente ao lado esquerdo da pista, podendo entretanto por motivos físicos ser instalado do lado direito, também é muito comum estar dos dois lados, que têm por objectivo informar os pilotos sobre a altitude correta, ou precisa, em que se encontra o avião, quando este faz a aproximação à pista, para aterrar.
O PAPI é composto por duas, ou quatro caixas, cada uma contendo um sistema óptico de luzes que alternam entre o branco e o vermelho. Quando composto por duas caixas o sistema toma o nome de A-PAPI (Abridged Precision Approach Path Indicator), São visíveis a 5 milhas (9,3km) durante o dia, e a 20 milhas (37km) à noite. Consoante o ângulo de aproximação à pista do avião, as luzes podem variar entre:
Sistema de quatro luzes
- 4 vermelhas: o avião está bastante abaixo do percurso de aproximação (ângulo de descida baixo)
- 3 vermelhas, 1 branca: o avião está abaixo do percurso de aproximação (ângulo de descida baixo)
- 2 vermelhas, 2 brancas: o avião está no percurso de aproximação correcto (ângulo de descida ideal)
- 1 vermelha, 3 brancas: o avião está acima do percurso de aproximação (ângulo de descida alto)
- 4 brancas:  avião está bastante acima do percurso de aproximação (ângulo de descida alto)

Sistema de duas luzes
- 2 vermelhas: o avião está bastante abaixo do percurso de aproximação (ângulo de descida baixo)
- 1 vermelha, 1 branca:  avião está no percurso de aproximação correcto (ângulo de descida ideal)
- 2 brancas: avião está bastante acima do percurso de aproximação (ângulo de descida alto)